# Larissa Lejnina
Larissa Viatcheslavovna Lejnina (en russe : Лариса Вячеславовна Лежнина ; née le 17 mars 1969 à Leningrad) est une danseuse du Nationale Ballet d'Amsterdam.

## Biographie
Larissa Lejnina est diplômée de l'Académie de ballet Vaganov de Leningrad en 1987 et rejoint le Ballet Kirov (aujourd'hui connu sous le nom de Ballet Mariinsky). En 1990, elle est première soliste.
Elle quitte le Mariinsky en 1994 pour rejoindre la troupe du Ballet national néerlandais en tant que principale.
Elle a participé au tournage de films ballets classiques : Sleeping Beauty, Casse-Noisette, Le Lac des cygnes. 